# Sakura Taisen : Le Nouveau Paris
Sakura taisen : Le Nouveau Paris est une série télévisée d'animation japonaise de 3 épisodes de 30 minutes, créée les studios Radix, suite de Sakura taisen : École de Paris et du jeu vidéo Sakura Taisen 3 et diffusée sous forme d'OAV.

## Synopsis
Suite de Sakura taisen, l'école de Paris, l'histoire se déroule après le départ du capitaine Ogami.

## Voix japonaises
- Etsuko Kozakura : Coquelicot
- Kikuko Inoue : Lobelia Calrini
- Noriko Hidaka : Erica Fontaine
- Saeko Shimazu : Glycine Bleumer
- Yoshino Takamori : Hanabi Kitaooji
- Keiko Aizawa : Isabelle « Grand-mère » Lyotte
- Mika Kanai : Ci Caprice
- Sachiko Kojima : Mell Raison
- Akio Suyama : Ichiro Ogami (ep 3)

## Épisodes
1. Cirque d'une seule nuit (One-night-only circus, 一夜限りのサーカス) 20-10-2004
2. Mell-Ci-Espion (Mell-Ci-Spy, メル･シー・スパイ) 19-01-2005
3. Flèche de foudre (Spire of lightning, Ikazuchi no Sentou, 雷の尖塔) 16-03-2005